# Paschen (Würfelspiel)

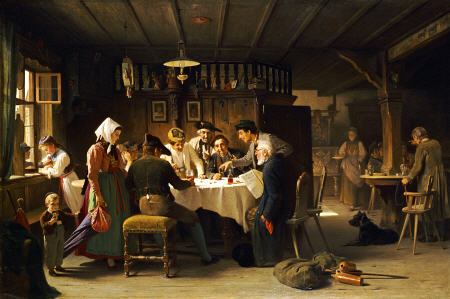
Würfelspieler in einem Schwarzwälder Wirtshaus, Gemälde von Max Kaltenmoser, 1842–1887

Paschen von frz. Passe-dix, Knobeln, Knöcheln, Knockeln oder einfach Würfeln ist eines der  ältesten und verbreitetsten Hasardspiele und wird mit einem Becher (Würfelbecher) und drei Spielwürfeln in verschiedenen Varianten gespielt.
Die folgende Beschreibung stützt sich auf Pierers Universal-Lexikon von 1857 bis 1865 und das Brockhaus Konversationslexikon von 1894 bis 1896. Dieselbe Regel findet sich in Friedrich Antons Encyklopädie der Spiele von 1889 unter dem Namen Elf hoch. Elf hoch mit drei Würfeln wird auf der Liste verbotener Spiele des k.u.k. Justizministeriums von 1904 angeführt.

## Die Regeln
Ein Spieler, der Bankhalter, setzt einen bestimmten Betrag (das Banco), die anderen Spieler setzen dagegen.
Möchte ein Spieler alleine einen Einsatz in der Höhe der Banksumme tätigen, so ruft er „Banco“, die Einsätze der übrigen Spieler werden sodann zurückgewiesen.
Will niemand Banco spielen, so darf die Vorhand, das heißt der Spieler zur Rechten des Bankhalters, als Erster setzen.
Setzen die Gegenspieler insgesamt mehr als in der Bank liegt, so werden die überschüssigen Einsätze zurückgewiesen. Setzen die Gegenspieler jedoch insgesamt weniger als in der Bank liegt, so wird der überschüssige Betrag dem Bankhalter zurückerstattet.
Sind die Einsätze gemacht, so wirft der Bankhalter drei Würfel.
- Wirft der Bankhalter elf oder mehr Augen, so gewinnt der Bankhalter, davon leitet sich der französische Name passe-dix (dt. überschreite zehn) ab.
- Wirft der Bankhalter zehn oder weniger Augen, so gewinnen die Gegenspieler im Verhältnis 1:1

(vgl. die Wetten auf Big und Small bei Sic Bo).
Manchmal wird so gespielt, dass Würfe mit drei verschiedenen Augenzahlen nicht gewertet und wiederholt werden.
Verliert der Bankhalter, so muss er die Bank an seinen rechten Nachbarn abgeben; es sei denn, er hat ein Tripel (Jungfernpasch) geworfen, in diesem Fall darf der Bankhalter, wenn er möchte, ein neues Banco setzen und die Würfel behalten.
Gewinnt der Bankhalter, so darf er weiterhin die Bank halten, aber vorläufig nichts daraus entnehmen, es sei denn, er hat mit einem Tripel gewonnen. Gibt er jedoch die Bank ab, so gehört der Bankinhalt natürlich dem Bankhalter.
Die Abwicklung der Wetten ist derjenigen beim Baccara chemin de fer, Hazard bzw. dem privaten Craps sehr ähnlich.

## Quelle
- Pierer's Universal-Lexikon. Altenburg 1857–1865, Band 19, S. 388.
- Brockhaus Konversationslexikon. 1894–96.
- Friedrich Anton: Encyklopädie der Spiele. Leipzig 1889, S. 209.